# Šabtaj Cvi
Šabtaj Cvi (hebrejsky שַׁבְּתַי צְבִי‎, ‎1. srpna 1626, Smyrna – 30. září 1676, Ulcinj), uvádí se též jako Šabbetaj Cvi či Šabcej Cvi byl sefardský kabalista a falešný mesiáš, který nakonec konvertoval k islámu. Byl zakladatelem židovské sekty sabatiánů (šabatiánů), která se časem změnila v sektu Dönmeh v Turecku. Inspiroval též hnutí frankistů v Polsku, pojmenované podle svého zakladatele a údajného nástupce Šabtaje Cviho, Jakoba Franka.

## Život a skutky

### Ve Smyrně a na pouti světem
Narodil se ve Smyrně (v současnosti İzmir), městě v Osmanské říši, avšak s převážně řeckým obyvatelstvem.
Jeho život a postoje byly ovlivněny událostmi tehdejší doby. Ve 40. letech 17. století nastalo za povstání Bohdana Chmelnického na Ukrajině, na územích pod polskou nadvládou, velké pronásledování Židů (pogromy). Kozáci zapalovali vesnice i města a masakrovali Židy, kteří do té doby často vybírali daně pro polské panstvo. Například roku 1648 došlo k velké genocidě při obléhání města Zamość. Kozácké pronásledování přiživovalo mezi Židy apokalyptické a utopistické vize. To se přenášelo do celé židovské diaspory, hlavně v Evropě.
Jeho rodina pocházela ze Španělska, otec byl vedoucím anglické pobočky obchodní firmy. Šabtaj, dobrý zpěvák žalmů, se nadchl učením rabína Jicchaka ben Šloma Lurii, slavného kabalisty známého jako Ari, což znamená lev. Podle tohoto rabiho se Bůh stáhl ze světa a odešel do vyhnanství. Na světě zůstaly jen jiskry Boží přítomnosti ale drží je v zajetí síly zla. Tato pradávná katastrofa se však podle rabiho dá odčinit, když každý Žid bude pečlivě dodržovat náboženské předpisy a askezí přispěje k příchodu Mesiáše.
Šabtaj Cvi si uměl navozovat extatické stavy. Historikové soudí, že nejspíše trpěl maniodepresivní psychózou (euforie s horečnou a překotnou činností střídala deprese). Uvěřil kabalistům, kteří předpověděli příchod mesiáše na rok 1648 či 1666. Vystudoval na rabína a studoval kabalistické spisy. Měl pěkný hlas a krásně zpíval. Ve Smyrně (İzmir) ho však považovali za blázna. Místním rabínům došla trpělivost a vyhnali ho. Na své pouti na sebe upozorňoval šokujícími událostmi – „oženil“ se se svitkem tóry, vyhlásil zrušení Desatera a také se v extázích rouhal vyslovováním zakázaného Božího jména (tetragrammatonu).

### Ve Svaté zemi a zase na pouti
Roku 1662 odjel do Jeruzaléma. Jeho stoupenci jej odeslali do Egypta, kde se oženil s prostitutkou Sárou (existuje legenda, že mesiáš pojme za ženu necudnou ženu). Po návratu do Svaté země 1665 jeho vizionářské hnutí výrazně podpořil Natan z Gazy a razil mu tím cestu. Stal se šedou eminencí celého hnutí a mnohého Šabtaje Cvi naučil. Pak zase odcestoval zpět do Smyrny. Jeho hnutí (šabateismus) se hojně šířilo – Benátky, Hamburk, Amsterodam i Londýn – všude tam psal především Natan z Gazy. Napomáhaly tomu i další pogromy, které na židovskou populaci dopadaly. Mnozí v tom viděli znamení, že už je nejhůře. Jeho mesianistickým tvrzením, podle některých zdrojů uvěřila až polovina židovské populace. Šabtaj Cvi odcestoval do Aleppa, kde ho mnozí uznali za očekávaného mesiáše. Pak se v královském šatu vrátil do rodné Smyrny, kde šokoval rozsekáním sekerou dveří od synagogy plnou protivníků jeho učení. Zpíval milostnou píseň a přítomné nutil vyslovovat zakázané Boží jméno. Město ovládla hysterie.

### Svrhne sultána?

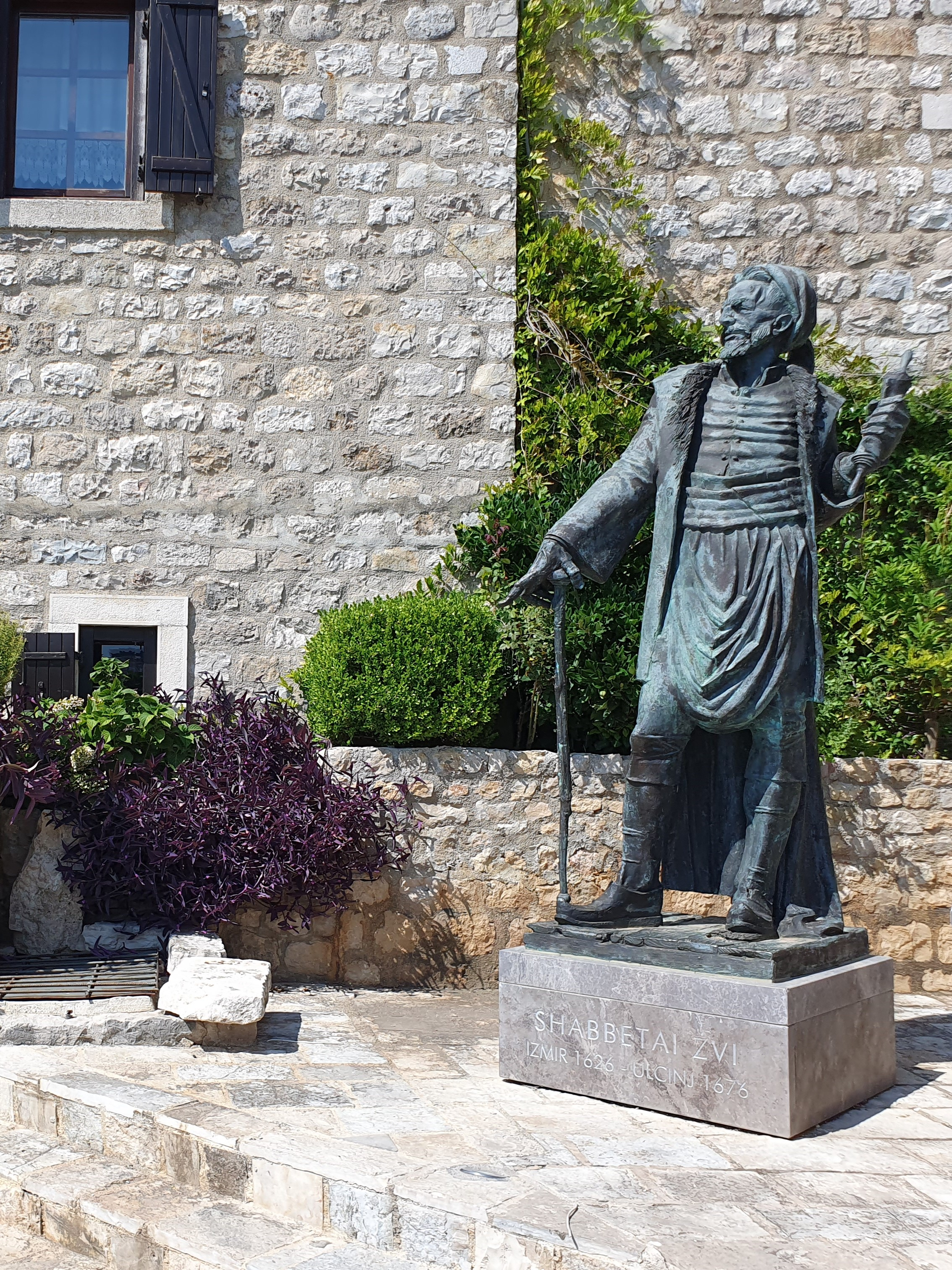
Pomník Šabtaje Cvi ve městě Ulcinj

„Na hřbetě lítého lva vstoupí do Cařihradu a odejme korunu sultánovi“, tak dobové zvěsti líčily tohoto falešného mesiáše. Ten roku 1666 odjel do Istanbulu, ale na osmanský trůn neusedl. Byl zatčen tureckými úřady (vězení v pevnosti Abydus v Gallipoli), ale na vladaře Mehmeda IV. zřejmě udělal velký dojem, i když minulo léto a předpovědi se nesplnily. Byl předveden před soud, který tajně pozoroval sultán a ten mu dal vybrat – stětí anebo přestup na muslimskou víru. Aby si zachránil život, učinil konverzi i se svou ženou. Stal se Azizem Mehmetem Efendim a jeho žena přijala jméno Fatima Radini. Měl i funkci „vrátného palácových bran“ a velmi štědrý důchod 150 piastrů denně. Mnozí Židé byli zmateni, ale přesto někteří našli způsob, jak si to vysvětlit. Jiní jeho jméno jako strašného odpadlíka vymazávali ze svých záznamů. Jeho hnutí ale úplně nezaniklo. Navíc jako malá sekta uvnitř islámu (na rozdíl od původní židovské) přežívá dodnes. Jeho protivníkům u dvora se nakonec sultána podařilo přesvědčit, aby ho poslal do vyhnanství. I proto, že ač muslim, stále se prohlašoval za židovského mesiáše.

### Jeho konec
Zemřel roku 1676 jako muslim v Ulcinj v dnešní Černé Hoře. V roce 1680 zemřel i Natan z Gazy, jeho horlivý ideolog, který i po odpadlictví Šabtaje Cvi razil teorii, že je to poslední fáze jeho vykupitelského poslání. Zdánlivě je zostuzen, ve skutečnosti je trojským koněm uprostřed nepřátelského tábora. Ostatně to není poprvé, co porušováním židovských předpisů se takto projevuje jeho zápas se zlem.